# هانس رود
هانس رود (بالألمانية: Hans Rohde)‏ (7 ديسمبر 1914 في ألمانيا - 3 ديسمبر 1979) هو لاعب كرة قدم ألماني في مركز الوسط. شارك مع منتخب ألمانيا لكرة القدم.

## وصلات خارجية
- هانس رود على موقع قاعدة بيانات كرة القدم.إي يو (الإنجليزية)
- هانس رود على موقع بيانات كرة القدم. دي إي (الألمانية)
- هانس رود على موقع ناشيونال فوتبول تيمز (الإنجليزية)
- هانس رود على موقع عالم كرة القدم.نت (الإنجليزية)